# Parochthiphila yangi
Parochthiphila yangi är en tvåvingeart som beskrevs av Xie 1995. Parochthiphila yangi ingår i släktet Parochthiphila och familjen markflugor.
Artens utbredningsområde är Qinghai (Kina). Inga underarter finns listade i Catalogue of Life.